# Heinrich von Werthern
Heinrich Ludwig Ferdinand Freiherr von Werthern (* 30. November 1838 in Potsdam; † 18. November 1879 in Nietleben) war ein preußischer Verwaltungsbeamter.

## Leben
Heinrich von Werthern stammte aus der Brückenschen Linie, Unterlinie Klein Werthern. Seine Eltern waren Friedrich von Werthern (1804–1864) und dessen Ehefrau Bertha von Mauderode (* 17. Januar 1814).
Er studierte an den Universitäten Jena und Berlin Rechtswissenschaften. 1859 wurde er Mitglied des Corps Franconia Jena. 1860 schloss er sich dem Corps Neoborussia Berlin an. Nach dem Studium trat er in den preußischen Staatsdienst ein. Von 1869 bis 1878 war er Landrat des Landkreises Eckartsberga. Er war auch Mitglied im Provinziallandtag der Provinz Sachsen.
Er heiratete am 6. Juni 1866 Charlotte von Werthern (* 16. April 1845). Das Paar hatte mehrere Kinder:
- Siegfried Hermann Wolfgang Friedrich (* 6. August 1867)
- Charlotte Bertha Clotilde Elsbeth Antoinette (* 24. Oktober 1868)
- Anna Marie (* 7. Juni 1870)
- Bertha Ilse Freda (* 30. Juni 1872)